# Joaquin Castro
Joaquin Castro, född 16 september 1974 i San Antonio i Texas, är en amerikansk politiker (demokrat). Han är ledamot av USA:s representanthus sedan 2013. Julian Castro är hans identiska tvillingbror.
Castro besegrade kandidater från tre partier i kongressvalet 2012. Han fick 63,9 procent av rösterna mot 33,5 procent för David Rosa som kandiderade för Republikanska partiet, 1,7 procent för A.E. Potts som kandiderade för Libertarian Party och 0,9 procent för Antonio Diaz som kandiderade för Green Party.